# Giovanni Mercati
Giovanni Mercati (17 de dezembro de 1866 - 23 de agosto de 1957) foi um cardeal italiano da Igreja Católica Romana . Ele serviu como Arquivista do Arquivo Secreto do Vaticano e Bibliotecário da Biblioteca do Vaticano de 1936 até sua morte, e foi elevado ao cardinalato em 1936.

## Biografia
Giovanni Mercati nasceu em Villa Gaida, Reggio Emilia , para uma família cristã devota. Ele foi o segundo de quatro irmãos, o irmão mais velho e terceiro também eram sacerdotes , assim como seu tio Giuseppe Mercati, que serviu como pastor em Castellarano . O pai de Giovanni, um veterinário , era um amigo próximo dos Redentoristas de Madonna dell'Olmo, Montecchio Emilia, e após o fecho do convento em 1859, uma porção considerável de sua biblioteca foi colocada na casa dos Mercati.
Mercati estudou no seminário menor de Marola, Reggio Emilia, de 1876 a 1882, ganhando sua licença ginnasiale . Ele entrou no Lyceum Spallanzani clássico em 1883 e depois no seminário de Reggio Emilia. Foi ordenado ao sacerdócio em 21 de setembro de 1889 e depois continuou seus estudos em Roma, enquanto residia no Pontifício Seminário Lambardiano com seu irmão Angelo (que depois ganhou fama por editar a lista oficial de papas [ ). Durante este tempo, ele também freqüentou as sessões públicas da Accademia di Conferenze storico-giuridiche , e foi admitido na Biblioteca do Vaticanoem fevereiro de 1890, obtendo um doutorado no verão de 1891. Frequentou a Pontifícia Universidade Gregoriana , onde obteve seu doutorado em teologia também em 1891. Mercati então prestou seu serviço militar obrigatório em Florença como soldato di sanità até 1893.
Em 9 de novembro 1893, ele foi eleito um médico da Biblioteca Ambrosiana , em Milão (onde fez amizade com Achille Ratti  ), e em outubro de 1898, ele foi chamado pelo Papa Leão XIII para trabalhar na Biblioteca do Vaticano. Mercati era um membro da Comissão Histórico-Litúrgica de 1902 a 1906, e foi nomeado consultor da Pontifícia Comissão de Estudos Bíblicos em 31 de janeiro de 1903. Ele foi elevado ao posto de Prelado Nacional de Sua Santidade em 2 de agosto de 1904, e nomeado prefeitoda Biblioteca do Vaticano em 23 de outubro de 1919. No verão de 1930, por motivos de saúde pessoal, ele foi dispensado das funções administrativas da Biblioteca. Mercati tornou-se um protonotário apostólico em 12 de janeiro de 1936.
O papa Pio XI criou-o cardeal-diácono de S. Giorgio em Velabro no consistório de 15 de junho de 1936, antes de sua nomeação como bibliotecário e arquivista da Santa Igreja Romana três dias depois, em 18 de junho. Mercati foi um dos cardeais eleitores que participaram do conclave papal de 1939 , que selecionou o papa Pio XII . Durante os primeiros anos da Segunda Guerra Mundial , o Cardeal foi protegido e apoiado por vários acadêmicos emigrados da Alemanha . De 1951 a 1952, ele serviu como Camerlengo do Sacro Colégio dos Cardeais. Um prolífico escritor e grande humanista , ele entendia o aramaico e as complexidades dos automóveis de corrida e dos foguetes ; ele foi chamado até mesmo de "o prelado mais instruído a ser elevado ao púrpura sagrado" em um século.  Ele também já foi citado dizendo: "Estou sempre pronto para aprender". 
O cardeal Mercati morreu de um ataque cardíaco  na Cidade do Vaticano , aos 90 anos de idade. Ele está enterrado na igreja do cardeal de San Giorgio em Velabro, em Roma.